# Abraham Abreu
Abraham Abreu (1939, Caracas, Venezuela) es un clavecinista y pianista venezolano. Ganador del Premio Nacional de Cultura de Venezuela 2001, Mención Música.

## Biografía
Después de finalizar sus estudios en filosofía, letras y música en Caracas, Abraham Abreu viajó a Estados Unidos becado por la Fundación Creole. Durante cuatro años estudió clavecín y piano en la Universidad de Yale donde obtuvo los grados de Bachelor of Music (1960) y Master of Music (1961). Fueron sus profesores E. Jorge Vix, Moisés Moleiro, Kerth Wilson, Artur Hague, Ward Davenny, Mel Powell y otros. Desde el año 1962 fue alumno de la eminente pedagoga norteamericana Harriet Serr para convertirse en un célebre concertista del clavecín. Ha hecho apariciones en Europa y en América, incluyendo actuaciones en Inglaterra, Escocia, Francia, Italia, Alemania, Austria, Suiza, Noruega, Holanda, Estados Unidos, Colombia, Argentina, México, Guatemala, Chile y Brasil. Ha sido miembro del profesorado de la Universidad Simón Bolívar, la Universidad Central de Venezuela y la Escuela Experimental de Música Manuel Alberto López. Ha grabado varios álbumes como solista y ha hecho numerosas apariciones en radio y televisión.

## Premios
| Año  | Premio                     | Categoría |
| 2001 | Premio Nacional de Cultura | Música    |